# Xuzhou Guanyin Airport
Xuzhou Guanyin Airport (kinesiska: 徐州观音机场, 徐州觀音機場, Xúzhōu Guānyīn Jīchǎng) är en flygplats i Kina. Den ligger i provinsen Jiangsu, i den östra delen av landet, omkring 250 kilometer nordväst om provinshuvudstaden Nanjing.
Runt Xuzhou Guanyin Airport är det tätbefolkat, med 636 invånare per kvadratkilometer. Trakten runt Xuzhou Guanyin Airport består till största delen av jordbruksmark.
Genomsnittlig årsnederbörd är 1 017 millimeter. Den regnigaste månaden är juli, med i genomsnitt 234 mm nederbörd, och den torraste är januari, med 11 mm nederbörd.